# Smokers Die Younger
Smokers Die Younger est un groupe de musique britannique originaire de Sheffield. Leur musique inclut le hardcore grunge, le rock classique, le dub reggae, et la vieille musique country. Bien que cet éclecticisme soit devenu leur marque de fabrique, leur travail possède toujours ses caractéristiques propres, que les membres du groupe ont nommé hard trasp.

## Membres du groupe
- Golf -  chant, guitares
- Rhys - chant, claviers
- G-Wiz - basse
- Trout - chant, tambours a quitté le groupe en mai 2009

## Expérience
- Golf est un ancien membre du groupe electro 65daysofstatic.
- Trout a joué dans beaucoup de groupes cultes anglais, dont A.C. Temple, Bear, Kilgore Trout, et Lazerboy.

## Histoire
Formé à Sheffield en 2003, les membres ont enregistré leurs quatre premiers morceaux l'année suivante. Ces chansons, produites par Alan Smyth (déjà connu pour avoir lancé Pulp et Arctic Monkeys) des studios 2Fly, sont devenues leurs premiers singles.
Les enregistrements aboutirent aux deux premiers singles du groupe. Le premier fut leur hymne SDY, suivi de Consumer Advice. Leur deuxième disque sortit un an après chez Thee Sheffield Phonographic Corporation, qui avait lancé le groupe The Long Blondes. De nouveau, ce fut un vinyle single, mais cette fois avec deux faces A: Five-O et Kermit Song.
Leur audience s'était également développée grâce au concert qu'ils avaient organisé avec les groupes Champion Kickboxer et The Ape Drape Escape. Se produisant ainsi tous les deux mois, dans divers endroits, y compris l'institut de Sheffield pour aveugles et l'ancienne usine de couverts, Electric Blanket, le club où avaient lieu leurs concerts, est souvent cité dans les fanzines britanniques comme l'une des meilleures boîtes de nuit du nord de l'Angleterre. Pour l'anecdote, leur soirée DJ, Duck Butter, a été en grande partie ignorée.
Le groupe a sorti son premier CD, l'album X Wants The Meat, en mars 2006. Il a été produit par les deux compagnies qui avaient édités leurs singles. Il a été produit par Alan Smyth. Une semaine avant la sortie de l'album, le groupe avait mis à disposition un extrait à télécharger pour sa promotion.
Ils ont joué au festival Northern Sounds près de Lens en avril 2006, dans le but de populariser le groupe.

## Anecdotes
- En plus d'avoir trois chanteurs dans le groupe, leurs concerts et leurs enregistrements comportent souvent des voix supplémentaires.
- Une chanson sur l'album est chantée entièrement par Mlle. Amy Dutronc.
- La section cuivres du groupe indie de Sheffield Balor Knights participe souvent à leurs concerts.

## Sources
- (en) Cet article est partiellement ou en totalité issu de l’article de Wikipédia en anglais intitulé « Smokers Die Younger » (voir la liste des auteurs).